# Scoundrel Days
Scoundrel Days – drugi album norweskiej grupy popowej a-ha, wydany 6 października 1986 roku.

## Lista utworów
1. Scoundrel Days – 3:56
2. The Swing of Things – 4:14
3. I've Been Losing You – 4:24
4. October – 3:48
5. Manhattan Skyline – 4:52
6. Cry Wolf – 4:05
7. We're Looking for the Whales – 3:39
8. The Weight of the Wind – 3:57
9. Maybe, Maybe – 2:34
10. Soft Rains of April – 3:12

## Listy sprzedaży
| Lista               | Kraj            | Pozycja |
| ------------------- | --------------- | ------- |
| VG-Lista            | Norwegia        | 1       |
| Ö3 Austria Top 40   | Austria         | 9       |
| UK Albums Chart     | Wielka Brytania | 2       |
| Schweizer Hitparade | Szwajcaria      | 6       |